# Линия Аэропорт и Юг
Линия Аэропорт и Юг (англ. Airport & South Line), T8, также в обиходе называется линия Ист-Хиллс (англ. East Hills Line) и зелёная — линия городской и пригородной электрички Сиднея. Соединяет деловой центр города с аэропортом и юго-западными пригородами. Линия была запущена 26 ноября 2017 года, отделившись от линии Т2. В 2000-13 годах почти по тому же маршруту работала линия Аэропорт—Ист-Хиллс.

## История
Предшественница линии, линия Ист-Хиллс, была открыта в 1931 году. Она была электрифицирована до станции Кингсгров. Остальную часть дороги обслуживали паровозы.
С 1988 года поезда по линии начали ходить круглосуточно раз в полчаса.

## Подвижной состав
Линия обслуживается составами типа K, T, M, A и B.